# Širvinta (přítok Šventoji)
Širvinta je řeka v severovýchodní části Litvy, ve Vilniuském kraji, v okresech Širvintos a Ukmergė. Dolní tok tvoří hranici mezi Vilniuským a Kaunaským krajem (okresem Jonava). Pramení 4 km na východ od vsi Juodonys (na jižním okraji okresu Molėtai) a vlévá se do řeky Šventoji u vsi Dubiai, mezi městysy Vepriai a Upninkai jako její nejdelší levý přítok 16,5 km od jejího ústí do řeky Neris. Teče zpočátku směrem západoseverozápadním, po soutoku s řekou Vilkesa se stáčí směrem západojihozápadním, protéká okresním městem Širvintos, po soutoku s řekou Kertuša se stáčí směrem jižním, po soutoku s řekou Apušė se stáčí směrem západním a posléze západoseverozápadním. Většina toku poměrně silně meandruje. Na řece jsou tři nádrže. Do řeky Šventoji se vlévá u vsi Dubiai (mezi městysy Vepriai a Upninkai) jako její levý přítok.

## Přítoky
- Levé:

| Hydrologické pořadí | Řeka     | Délka (km) | Povodí (km²) | Vzdálenost od ústí (km) | Ústí kde | Koordináty ústí |
| ------------------- | -------- | ---------- | ------------ | ----------------------- | -------- | --------------- |
| 1                   | Akmena   | 11,4       | 40,1         | 120,3                   |          |                 |
| 1                   | Š - 11   | 3,1        | 8,3          | 119,3                   |          |                 |
| 1                   | Š - 9    | 4,7        | 6,8          | 115,8                   |          |                 |
| 1                   | Š - 7    | 6,0        | 6,9          | 114,6                   |          |                 |
| 1                   | Juodė    | 7,4        | 22,5         | 94,8                    |          |                 |
| 1                   | Milčiupė | 8,7        | 44,6         | 91,2                    |          |                 |
| 1                   | Beržė    | 3,9        | 13,2         | 83,4                    |          |                 |
| 1                   | Š - 5    | 3,3        | 5,7          | 65,9                    |          |                 |
| 1                   | Apušė    | 8,8        | 39,5         | 53,8                    |          |                 |
| 1                   | Š - 3    | 4,8        | 5,7          | 43,5                    |          |                 |
| 1                   | Š - 1    | 3,3        | 3,3          | 35,3                    |          |                 |

- Pravé:

| Hydrologické pořadí | Řeka      | Délka (km) | Povodí (km²) | Vzdálenost od ústí (km) | Ústí kde | Koordináty ústí |
| ------------------- | --------- | ---------- | ------------ | ----------------------- | -------- | --------------- |
| 1                   | Graužupis | 4,1        | 9,1          | 118,6                   |          |                 |
| 1                   | Š - 10    | 4,4        | 32,8         | 117,3                   |          |                 |
| 1                   | Š - 8     | 4,9        | 13,3         | 115,6                   |          |                 |
| 1                   | Verbyla   | 13,1       | 41,3         | 112,7                   |          |                 |
| 1                   | Vilkesa   | 16,5       | 155,1        | 110,3                   |          |                 |
| 1                   | Š - 6     | 4,0        | 8,4          | 100,4                   |          |                 |
| 1                   | Š - 4     | 4,1        | 4,8          | 97,3                    |          |                 |
| 1                   | Želva     | 7,6        | 10,0         | 93,8                    |          |                 |
| 1                   | Šeškupė   | 4,5        | 3,9          | 85,5                    |          |                 |
| 1                   | Medinė    | 5,4        | 5,7          | 80,6                    |          |                 |
| 1                   | Augūnė    | 3,5        | 10,4         | 74,5                    |          |                 |
| 1                   | Kertuša   | 12,6       | 126,2        | 71,2                    |          |                 |
| 1                   | Viesa     | 10,6       | 25,0         | 69,6                    |          |                 |
| 1                   | Šiūra     | 4,2        | 13,4         | 65,8                    |          |                 |
| 1                   | Ūdara     | 6,1        | 19,9         | 60,2                    |          |                 |
| 1                   | Š - 2     | 3,3        | 3,2          | 48,3                    |          |                 |
| 12211276            | Kabarkšta | 16,4       | 39,9         | 14,7                    |          |                 |
| 1                   | Siemanys  | 8,0        | 12,6         | 3,3                     |          |                 |

## Původ názvu
Podle legendy Širvinta dostala jméno podle losů, méně obvyklým starým názvem v litevštině širvas - mn. č. širvai, (tento název se používá také k označení barvy koní: širvas nebo širmas - hnědý), kteří z hloubi lesa k řece prošlapali cestu.